# Javier Guédez
Javier Antonio Guédez Sánchez (Sucre, 15 de octubre de 1982) es un deportista venezolano que compite en judo.
Ganó una medalla en los Juegos Panamericanos de 2007 y ocho medallas en el Campeonato Panamericano de Judo entre los años 2001 y 2012. En los Juegos Centroamericanos y del Caribe consiguió dos medallas, en los años 2006 y 2010.

## Palmarés internacional
| Juegos Panamericanos                 | Juegos Panamericanos            | Juegos Panamericanos | Juegos Panamericanos |
| Año                                  | Lugar                           | Medalla              | Categoría            |
| ------------------------------------ | ------------------------------- | -------------------- | -------------------- |
| 2007                                 | Río de Janeiro (Brasil)         | Medalla de bronce    | –60 kg               |
| Campeonato Panamericano              |                                 |                      |                      |
| Año                                  | Lugar                           | Medalla              | Categoría            |
| 2001                                 | Córdoba (Argentina)             | Medalla de plata     | –55 kg               |
| 2002                                 | Santo Domingo (Rep. Dominicana) | Medalla de oro       | –55 kg               |
| 2003                                 | Salvador (Brasil)               | Medalla de plata     | –55 kg               |
| 2006                                 | Buenos Aires (Argentina)        | Medalla de bronce    | –60 kg               |
| 2007                                 | Montreal (Canadá)               | Medalla de bronce    | –60 kg               |
| 2008                                 | Miami (Estados Unidos)          | Medalla de oro       | –60 kg               |
| 2009                                 | Buenos Aires (Argentina)        | Medalla de oro       | –60 kg               |
| 2012                                 | Montreal (Canadá)               | Medalla de bronce    | –60 kg               |
| Juegos Centroamericanos y del Caribe |                                 |                      |                      |
| Año                                  | Lugar                           | Medalla              | Categoría            |
| 2006                                 | Cartagena de Indias (Colombia)  | Medalla de oro       | –60 kg               |
| 2010                                 | Mayagüez (Puerto Rico)          | Medalla de oro       | –60 kg               |